# Aladdín (serie animada)
Aladdín, también referida como Aladdín: La serie animada (en inglés, Disney's Aladdín: The Series), es una serie de televisión animada estadounidense producida por Walt Disney Television Animation que se emitió del 6 de febrero de 1994 hasta el 25 de noviembre de 1995, finalizando exactamente tres años después del estreno de la película animada original de Disney de 1992 del mismo nombre en la que se basó. A pesar de que la serie de televisión animada se estrenó cuatro meses antes de la primera secuela, la película lanzada directamente para video The Return of Jafar, tiene lugar después. La segunda y última secuela animada fue la película de 1996 lanzada directamente para video, Aladdin and the King of Thieves.
La serie de televisión fue producida por Alan Zaslove y Tad Stones, quienes ya eran conocidos por su trabajo en Chip 'n Dale: Rescue Rangers y Pato Darkwing. Muchos de los actores de las películas prestaron sus voces a sus contrapartes en la televisión, con las notables excepciones de Dan Castellaneta sustituyendo a Robin Williams en el papel del Genio (como ya hizo en The Return of Jafar), hasta que Williams regresó más tarde para retomar su papel en Aladdin and the King of Thieves, y Val Bettin como el Sultán (quien reemplazó a Douglas Seale después de la película original).
La serie de televisión se emitió originalmente como un adelanto en Disney Channel a principios de 1994, y en septiembre de ese año comenzó a emitirse simultáneamente en el bloque sindicado The Disney Afternoon y los sábados por la mañana en CBS (antes de la compra de ABC por parte de Disney). Disney Channel reemitió la serie desde 1997 hasta 2000. La serie se emitió en Toon Disney desde abril de 1998 hasta diciembre de 2008.

## Trama
La serie se desarrolla en el sultanato ficticio de Agrabah. Tiene lugar un año después de la película original, y se sitúa después de la segunda película. Aladdín, ahora comprometido con la Princesa Jasmín, emprende numerosas aventuras con sus compañeros, tanto dentro como fuera de Agrabah. Estas aventuras a menudo incluyen resolver misterios, encontrar tesoros y enfrentarse a varios enemigos, como Abis Mal (un ladrón infantil e incompetente), Mechanicles (un loco inventor griego), Mozenrath (un joven hechicero malvado y hambriento de poder), y Mirage (una malvada hechicera con apariencia de gato).

## Episodios
| Temporada | Temporada | Episodios | Episodios | Emisión original         | Emisión original        |
| Temporada | Temporada | Episodios | Episodios | Primera emisión          | Última emisión          |
| --------- | --------- | --------- | --------- | ------------------------ | ----------------------- |
|           | 1         | 9         | 9         | 6 de febrero de 1994     | 1 de mayo de 1994       |
|           | 2         | 69        | 69        | 5 de septiembre de 1994  | 28 de febrero de 1995   |
|           | 3         | 8         | 8         | 16 de septiembre de 1995 | 25 de noviembre de 1995 |

Se produjeron un total de 86 episodios, lo que convierte a esta serie en una de las pocas excepciones al límite entonces establecido por Disney de 65 episodios. La película lanzada directamente para video Aladdin and the King of Thieves sirve como el final de la serie. Fue seguida por una aparición de los personajes como invitados especiales el 24 de noviembre de 1998 en Hércules y la noche árabe, un episodio de Hércules: La serie animada.

### Temporada 1
1. Amigos del aire y con plumas.
2. Mal humor al despertar.
3. Para curar a un ladrón
4. Hacer la rata.
5. Nunca digas Nefir.
6. Librándose de los insectos.
7. Carrera de humo.
8. Jardín del mal.
9. Hablando de Abu.
10. Un genio encantador.
11. Algunos genios encantados.
12. Telaraña de miedo.
13. El día de los Almuddis.
14. Saqueadores del mar.
15. Conjuro de arena.
16. Hipnotizados.
17. Mal tiempo.
18. Olvídame mucho.
19. Magia de miedo.
20. Protección extra.
21. Locura a la luz de la luna.
22. La pareja imperfecta.
23. Lluvia de terror.
24. Magia de cuento.
25. El día en que el pájaro se detuvo.
26. De hielo y hombre.
27. Los opuestos se repelen.
28. Atrapados en un cuento.
29. Elemental, mi querida Jasmín.
30. Genio torpe.
31. El juego.
32. Pobre Lago.
33. El reino animal.
34. Poder para el loro.
35. Las arenas del destino.
36. La Citadel.
37. El muñeco de hielo.
38. El secreto de la daga de roca.
39. En el calor del miedo.
40. Las siete caras del genio.
41. El chacal del viento de Mozenrath.
42. Un héroe mecánico.
43. Misión: Imposible.
44. Bello hedor.
45. La sombra de la duda.
46. Huele a problemas.
47. El camino a la guerra.
48. La noche del fango viviente.
49. Ex-tra protección.
50. Cabezas cortadas pierden.
51. El insecto del amor.
52. Cuando Chaos nos llama.
53. Blindado peligroso.
54. La maldición del tiburón.
55. Arena negra.
56. Amor a primer duende.
57. Héroe volcán.
58. La ciudad perdida del sol.
59. Vueltas por el inframundo.
60. Parecen viejos delitos -1
61. Parecen viejos delitos -2
62. De Hppsodeth, con amor.
63. Destino en llamas.
64. El retorno de Maleho.

### Temporada 2
- 66. Los asaltantes del tiburón perdido.
- 67. Estornudo mágico.
- 68. Las razones del profeta.
- 69. Ese sentimiento apestoso.
- 70. Bestia o hambruna.
- 71. La especia curativa.
- 72. El héroe con plumas.
- 73. ¿Qué decisión tomará la bruja?
- 74. Mar sin sal.
- 75. Un sultán digno de su sal.
- 76. Cacería de genios.
- 77. Perdidos.
- 78. Ojo del espectador.

### Temporada 3
- 79. La presa.
- 80. Los jinetes traídos de vuelta.
- 81. El libro de Khartoum.
- 82. Mientras la ciudad duerme.
- 83. Doble enredo.
- 84. El etéreo.
- 85. La sombra sabe.
- 86. La gran grieta.

## Personajes

### Principales
- Aladdín (con la voz de Scott Weinger): era originalmente un niño de la calle que robaba comida para sobrevivir, pero su vida cambió cuando conoció y se enamoró de Jasmín, la Princesa de Agrabah. Aladdín está comprometido para casarse con Jasmín y eventualmente se convertirá en Príncipe y, finalmente, en Sultán. Aprende de sus futuras responsabilidades mientras protege al reino de monstruos, hechiceros y otros peligros.
- Genio (con la voz de Dan Castellaneta): es uno de los mejores amigos de Aladdín. Liberado de su lámpara y capaz de usar su magia libremente, el Genio ayuda a Aladdín en sus aventuras para proteger Agrabah. Sin embargo, la magia del Genio no siempre funciona correctamente, ya que sus poderes se redujeron una vez que fue liberado. Describe sus poderes como "semi-fenomenales, casi cósmicos".
- Princesa Jasmín (con la voz de Linda Larkin): fue obligada por su padre a casarse con un príncipe, pero su vida cambió para mejor cuando huyó de casa y conoció al hombre de sus sueños, Aladdín. Jasmín no es una princesa ordinaria, es decidida, independiente, desafiante pero también amorosa y compasiva. Es bastante coqueta y seductora. Quiere vivir una vida donde sea libre de tomar sus propias decisiones y no dejar que otros la controlen. Ahora, con más independencia, Jasmín comienza a experimentar cosas que nunca había hecho antes.
- Iago (con la voz de Gilbert Gottfried): Aunque puede haber cambiado su comportamiento, Iago sigue siendo muy codicioso y constantemente desea tener riquezas y poder en su vida. A veces Iago causa problemas al grupo al llevarlos en búsquedas de tesoros que resultan ser peligrosas. Aunque puede tener mal genio, en el fondo Iago tiene un buen corazón y siempre hace lo correcto al final. Además, Iago tiene el talento de poder imitar las voces de otras personas.
- Abu (con la voz de Frank Welker): es el encantador y travieso amigo íntimo de Aladdín. Abu es conocido por ser un ladrón experto y tiene sus ojos puestos en el oro y las joyas. Abu y Iago se han hecho buenos amigos y trabajan juntos en muchas ocasiones para ganar dinero y riquezas más allá de sus sueños más salvajes.
- Alfombra Mágica: es un amigo leal que alguna vez fue residente de la sala del tesoro de la Cueva de las Maravillas. Es el medio de transporte de Aladdín y sus amigos, además de ser compañero constante de juegos para el Genio.
- Sultán (con la voz de Val Bettin): es el bondadoso padre de Jasmín, gobernante de Agrabah, quien permitió el compromiso entre ella y Aladdín.

### Otros personajes y villanos
- Eden (con la voz de Valery Pappas)
- Dhandi (con la voz de Debi Derryberry)
- Abis Mal (con la voz de Jason Alexander)
- Haroud Hazi Bin (con la voz de James Avery)
- Sadira (con la voz de Kellie Martin)
- Mozenrath (con la voz de Jonathan Brandis)
- Amin Damoola / Hermano de la Reina Deluca nº 1 (con la voz de Jeff Bennett)
- Mechanicles (con la voz de Charlie Adler)
- Razoul / Príncipe Wazoo / El monstruo de arena / Dominus Tusk / Hamar / Akbar / Hermano de la Reina Deluca nº 2 (con la voz de Jim Cummings)
- Rajah / Hakim / Fazal / Nahbi / Xerxes / Hermano de la Reina Deluca nº 3 (con la voz de Frank Welker)
- Arbutus / General Gouda (con la voz de Ron Perlman)
- Khartoum (con la voz de Tony Jay)
- Fasir (con la voz de Ed Gilbert)
- Mirage (con la voz de Bebe Neuwirth)
- Aziz (con la voz de Michael Bell)
- Minos / King Zahbar (con la voz de Keith David)
- Fatima (con la voz de Charity James)
- Uncouthma (con la voz de Tino Insana)
- Chaos (con la voz de Matt Frewer)
- Saleen (con la voz de Julie Brown)
- Malcho (con la voz de Héctor Elizondo)
- Caliph Kapok / Amok Mon Ra (con la voz de Tim Curry)
- Thundra (con la voz de Candi Milo)
- Reina Deluca (con la voz de Tress MacNeille)
- Ayam Aghoul (con la voz de Hamilton Camp)
- Magma (con la voz de Tone Loc)
- Sootinai / Merc (con la voz de Dorian Harewood)
- Ajed Al Gebraic (con la voz de Jonathan Harris)
- Nefir Hasenuf (con la voz de René Auberjonois)
- Reina Hippsodeth (con la voz de Kate Mulgrew)
- Sultan Pasta Al Dente (con la voz de Stuart Pankin)
- Scara (con la voz de Susan Tolsky)
- Shaman (con la voz de Malcolm McDowell)
- King Mamood (con la voz de Tahj Mowry)
- Kwanseer (con la voz de Ron Glass)

## Animación
La serie de televisión animada fue producida por Walt Disney Television Animation (Australia) Pty. Limited, Walt Disney Animation Japan, Inc., Toon City Animation, Inc. en Manila, Filipinas, Kennedy Cartoons en Manila, Filipinas y Kennedy Cartoons en Toronto, Ontario, Canadá, Guimarares Productions en São Paulo, Brasil, Moving Images International (trabajando con Toon City en los episodios del programa) en Manila, Filipinas, Animal-ya (también conocido como Animal House), Tama Productions, Wang Film Productions Co., Ltd., Sunwoo Animation Co., Ltd., Jaime Diaz Producciones S.A. y Pacific Rim Productions, Inc. Las instalaciones de producción adicionales para los episodios animados por Walt Disney Animation (Japan) Inc. son Tama Production, Jade Animations, Light Foot, Nakumara Productions, Studios CATS, Studios Fuga, Studios Robin, Takahashi Productions y Unlimited Energee.

## Medios domésticos

### Lanzamientos en VHS y LaserDisc
En Estados Unidos y Canadá, se lanzaron nueve cintas VHS y dos LaserDisc dobles que contenían dieciocho episodios de la serie, incluyendo cuatro cintas VHS de la Princess Collection - Jasmine's Enchanted Tales, con ocho episodios.
| Nombre del VHS                                       | Títulos de los episodios                                    | Fecha de publicación  | Número de serie |
| ---------------------------------------------------- | ----------------------------------------------------------- | --------------------- | --------------- |
| Aladdín's Arabian Adventures: Creatures of Invention | "Getting the Bugs Out" & "The Sands of Fate"                | 21 de julio de 1995   | 5361            |
| Aladdín's Arabian Adventures: Magic Makers           | "Never Say Nefir" & "The Citadel"                           | 21 de julio de 1995   | 5363            |
| Aladdín & Jasmine's Moonlight Magic                  | "Moonlight Madness" & "Some Enchanted Genie"                | 10 de enero de 1996   | 6704            |
| Aladdín's Arabian Adventures: Fearless Friends       | "Much Abu About Something" & "The Day the Bird Stood Still" | 28 de febrero de 1996 | 6716            |
| Aladdín's Arabian Adventures: Team Genie             | "Sneeze the Day" & "Genie Hunt"                             | 28 de febrero de 1996 | 6715            |

#### Princess Collection - Jasmine's Enchanted Tales
| Nombre del VHS                                                         | Títulos de los episodios                        | Fecha de publicación  | Número de serie |
| ---------------------------------------------------------------------- | ----------------------------------------------- | --------------------- | --------------- |
| Princess Collection - Jasmine's Enchanted Tales: The Greatest Treasure | "Garden of Evil" & "Elemental, My Dear Jasmine" | 7 de abril de 1995    | 4081            |
| Princess Collection - Jasmine's Enchanted Tales: Jasmine's Wish        | "Do the Rat Thing" & "Bad Mood Rising"          | 7 de abril de 1995    | 4083            |
| Princess Collection - Jasmine's Enchanted Tales: True Hearts           | "Eye of the Beholder" & "SandSwitch"            | 28 de febrero de 1996 | 6718            |
| Princess Collection - Jasmine's Enchanted Tales: Magic and Mystery     | "The Secret of Dagger Rock" & "Forget Me Lots"  | 28 de febrero de 1996 | 6719            |

#### Lanzamientos en Australia y Nueva Zelanda
En Australia y Nueva Zelanda, se lanzaron doce cintas VHS con 24 episodios de la serie. Los lanzamientos en video casero de la serie en Norteamérica y Europa también estuvieron disponibles en VHS, LaserDisc y CD de vídeo en Asia, Oriente Medio, Sudáfrica y Sudamérica.
| Nombre del VHS                                                  | Títulos de los episodios                                    | Fecha de publicación  |
| --------------------------------------------------------------- | ----------------------------------------------------------- | --------------------- |
| Aladdín's Arabian Adventures (Volume 1): Aladdín to the Rescue  | "The Spice is Right" & "Fowl Weather"                       | 2 de febrero de 1996  |
| Aladdín's Arabian Adventures (Volume 2): Genie in a Jar         | "The Prophet Motive" & "Mudder's Day"                       | 2 de febrero de 1996  |
| Aladdín's Arabian Adventures (Volume 3): Treasures of Doom      | "To Cure a Thief" & "My Fair Aladdin"                       | 2 de febrero de 1996  |
| Aladdín's Arabian Adventures (Volume 4): Creatures of Invention | "Getting the Bugs Out" & "The Sands of Fate"                | 18 de octubre de 1996 |
| Aladdín's Arabian Adventures (Volume 5): Magic Makers           | "Never Say Nefir" & "The Citadel"                           | 18 de octubre de 1996 |
| Aladdín's Arabian Adventures (Volume 6): Fearless Friends       | "Much Abu About Something" & "The Day the Bird Stood Still" | 21 de marzo de 1997   |
| Aladdín's Arabian Adventures (Volume 7): Team Genie             | "Sneeze the Day" & "Genie Hunt"                             | 21 de marzo de 1997   |
| Aladdín & Jasmine's Moonlight Magic (Volume 8)                  | "Moonlight Madness" & "Some Enchanted Genie"                | 15 de agosto de 1997  |
| Aladdín's Arabian Adventures (Volume 9): The Magic Mask         | "The Secret of Dagger Rock" and "The Ethereal"              | 15 de agosto de 1997  |
| Aladdín's Arabian Adventures (Volume 10): Winner Takes Aladdín  | "Strike Up the Sand" and "SandSwitch"                       | 15 de agosto de 1997  |
| Aladdín's Arabian Adventures (Volume 11): The Magic Trap        | "Lost and Founded" & "Web of Fear"                          | 15 de agosto de 1997  |
| Aladdín's Arabian Adventures (Volume 12): Sea No Evil           | "Sea No Evil" & "When Chaos Comes Calling"                  | 15 de agosto de 1997  |

### Lanzamientos en DVD
La serie no ha sido completamente lanzada en DVD, pero el 14 de marzo de 2005 se publicaron tres episodios de la serie en el DVD de Jasmine's Enchanted Tales: Journey of a Princess. Además, cuatro episodios fueron lanzados como parte de los lanzamientos en DVD de Disney Princesas.
| Nombre del DVD                                   | Títulos de los episodios                                            | Fecha de publicación    | Nota                      |
| ------------------------------------------------ | ------------------------------------------------------------------- | ----------------------- | ------------------------- |
| Disney Princess Stories: Volume 1                | "Bad Mood Rising"                                                   | 7 de septiembre de 2004 | También disponible en VHS |
| Disney Princess Party: Volume 2                  | "SandSwitch"                                                        | 15 de febrero de 2005   | También disponible en VHS |
| Disney Princess Stories: Volume 2                | "Love at First Sprite"                                              | 15 de febrero de 2005   | También disponible en VHS |
| Jasmine's Enchanted Tales: Journey of a Princess | "Elemental, My Dear Jasmine", "Garden of Evil" y "Do the Rat Thing" | 14 de marzo de 2005     |                           |
| Disney Princess Stories: Volume 3                | "Eye of the Beholder"                                               | 6 de septiembre de 2005 | También disponible en VHS |

## Premios
| Año  | Ceremonia                               | Categoría                                                              | Nominaciones | Resultado |
| ---- | --------------------------------------- | ---------------------------------------------------------------------- | --- | --------- |
| 1995 | 22ª edición de los premios Daytime Emmy | Mejor programa de animación                                            | Alan Zaslove y Tad Stones | Nominado  |
| 1995 | 22ª edición de los premios Daytime Emmy | Mejor montaje de sonido                                                | Ray Leonard, Charles Rychwalski, Tom Jaeger, Phyllis Ginter, Kenneth Young, Michael Geisler, Greg LaPlante, Timothy J. Borquez, Michael Gollom, Jim Hodson, Marc S. Perlman, Robert Duran, Bill Koepnick, Melissa Ellis, Jennifer Mertens, John O. Robinson III, William Griggs y Alex Wilkinson | Ganador   |
| 1995 | 22ª edición de los premios Daytime Emmy | Mejor mezcla de sonido de película                                     | Deb Adair, Melissa Ellis, Jim Hodson, Timothy J. Garrity, Timothy J. Borquez y Bill Koepnick | Ganador   |
| 1995 | 22ª edición de los premios Daytime Emmy | Mejor dirección y composición musical                                  | Mark Watters, John Given, Harvey Cohen, Carl Johnson y Thomas Richard Sharp | Ganador   |
| 1995 | 23ª edición de los Premios Annie        | Mejor trabajo individual de guion en el género de la animación         | Doug Langdale (por el episodio "Haz lo de las ratas") | Nominado  |
| 1995 | 23ª edición de los Premios Annie        | Mejor trabajo individual de guion gráfico en el género de la animación | Warwick Gilbert (por el episodio "El Perdido" ("The Lost One")) | Nominado  |
| 1995 | 23ª edición de los Premios Annie        | Mejor trabajo individual de guion gráfico en el género de la animación | Denise Koyama (por el episodio "El secreto de Dagger Rock") | Nominado  |
| 1996 | 23ª edición de los premios Daytime Emmy | Mejores trabajos de animación                                          | Mircea Mantta, Gerard Baldwin, Barbara Dourmaskin-Case, Alan Zaslove, Jamie Thomason, Rob LaDuca, Dale Case, Bob Roth, Bill Motz, Mark Seidenberg, Mirith J. Colao, Denise Koyama y Lonnie Lloyd                                                                                                 | Nominado  |
| 1996 | 23ª edición de los premios Daytime Emmy | Mejor Montaje de Sonido - Categoría Especial                           | Ernesto Mas, Jennifer Mertens, William Griggs, Kenneth Young, Charles Rychwalski y Cecil Broughton | Nominado  |
| 1996 | 23ª edición de los premios Daytime Emmy | Mejor Mezcla de Sonido - Categoría Especial                            | Allen L. Stone, Michael Jiron y Deb Adair | Ganador   |